# Danshi Kōkōsei no Nichijō
Daily Lives of High School Boys (男子高校生の日常, Danshi Kōkōsei no Nichijō) é uma série de mangás japonesa escrita e ilustrada por Yasunobu Yamauchi. O mangá foi serializado no Gangan Online e foi lançado em sete volumes entre 21 de maio de 2009 e 27 de setembro de 2012. Uma série de anime de doze episódios produzida pela Sunrise foi ao ar entre 9 de janeiro e 26 de março de 2012. O anime foi licenciado pela NIS America para lançamento na América do Norte e Hanabee Entertainment na Austrália. Um filme de ação ao vivo dirigido por Daigo Matsui foi lançado pelo Showgate no Japão em 12 de outubro de 2013.

## Enredo
A história gira em torno do cotidiano de Tadakuni, Hidenori Tabata e Yoshitake Tanaka da escola Sanada North Boys High School e suas várias interações com outros alunos da escola e seus arredores e seus esforços para atingir a maioridade.

## Personagens

### Personagens principais
Tadakuni (タダクニ, Tadakuni)
Voz de: Miyu Irino
Ator: Masaki Suda
Um estudante na Sanada North Boys High, que atua como o homem hetero do grupo. Ele geralmente está envolvido nas idéias selvagens de Hidenori e Yoshitake, apesar de sua desaprovação. Ele é bom em contar histórias de "fantasmas", embora na maioria das vezes ele as invente. Ele tem uma irmã mais nova com quem quase não fala e é mais forte que ele e seus amigos. Ele também trabalha meio período em uma pizzaria. Apesar de ter sido apresentado como protagonista principal, ele consegue o menor número de papéis do trio. No anime, é explicado que  ele esteve lá durante a maior parte das aventuras do trio, mas, embora o programa seja sobre o cotidiano dos estudantes do ensino médio, os editores querem apenas a vida 'interessante' dos estudantes do ensino médio. Ele é cortado para economizar tempo e, portanto, raramente aparece na segunda metade da série. Seu sobrenome nunca é revelado.
Yoshitake Tanaka (田中 ヨシタケ, Tanaka Yoshitake)
Voz de: Kenichi Suzumura
Ator: Shūhei Nomura
O personagem de cabelos tingidos do trio principal, ele geralmente acompanha o esquema de Hidenori, para desaprovação de Tadakuni. Ele era atirador de borracha no passado e lutou contra Habara junto com Yanagin e Karasawa nessa identidade. Rubber Shooter aparece pela primeira vez no episódio 5. De volta à escola primária, ele teve muitos momentos embaraçosos que seus amigos confundiram com Mitsuo. Ele tem uma irmã violenta que é um ano mais velha que ele.
Hidenori Tabata (田畑 ヒデノリ, Tabata Hidenori)
Voz de: Tomokazu Sugita
Ator: Ryo Yoshizawa
O personagem de óculos do trio principal e também um estudante da Sanada North Boys High, ele é o que geralmente envolve o grupo em seus planos malucos. Ele costumava ser intimidado no passado até ser salvo pelo Rubber Shooter. Seu irmão mais velho, Yūsuke costumava ser o líder do grupo até que ele foi para a faculdade. Ele também é sempre o principal alvo da literatura menina.

### Sanada North High School
Toshiyuki Karasawa (唐沢 としゆき, Karasawa Toshiyuki)
Voz de: Yūki Ono
Ator: Taiga
Muitas vezes referido pelo nome de sua família, ele é membro do conselho estudantil de Sanada North High, ele é rígido e gentil, mas às vezes pode agir lascivamente. Ele também é vizinho de Habara e é alvo dos assédios de Yanagin e Ikushima durante as reuniões das Funky High School Girls, mas ele sempre tem maneiras de lidar com elas. Ele também tem uma cicatriz facial entre os olhos que ele recebeu do Arquidemônio quando estava na escola primária, que ele cobre com um boné. Desde então, ele tem medo de Habara.
Motoharu (モトハル, Motoharu)
Voz de: Daisuke Namikawa
Membro do conselho estudantil de Sanada North High. Ele tem um olhar intimidador que muitas vezes é confundido com um delinquente, embora ele seja realmente gentil e tímido. Ele foi intimidado por sua irmã mais velha desde que era jovem, no entanto, ele cede e mantém um bom relacionamento com ela. Embora sua irmã mais velha geralmente cozinhe o jantar para eles, ele pode cozinhar melhor que ela, para sua inveja.
Presidente (会長, Kaichō)
Voz de: Akira Ishida
Presidente do Conselho Estudantil de Sanada North High. Apesar de sua boa aparência e carisma, ele é bastante descontraído e permite que o vice-presidente lide com a maioria das tarefas diárias do conselho estudantil. Ele inicia o vínculo com o conselho estudantil de Sanada East High, levando a sua rivalidade mútua e mais tarde admiração com Ringo. O vice-presidente o vê como uma espécie de pai.
Vice-Presidente (副会長, Fukukaichō)
Voz de: Hiroki Yasumoto
Ator: Akihiro Kakuta
Vice-Presidente do Conselho Estudantil de Sanada North High. Seus cabelos tingidos, pele bronzeada e aparência antiga costumam ser confundidos com um delinquente dos velhos tempos, mas na realidade ele é gentil e gentil. No entanto, ele costumava ser selvagem como sua aparência sugere, mas isso mudou depois que ele foi convidado para o conselho estudantil pelo atual presidente. Na verdade, ele é um ano mais novo que os outros membros do conselho e se torna presidente depois que todos se formarem.
Mitsuo (ミツオくん, Mitsuo-kun)
Voz de: Nobuhiko Okamoto
Ator: Koshiro Higashimukai
Colega de classe do elenco principal e é propenso a contratempos, mas amigável na maioria das vezes. Uma vez ele treina com Hidenori para entrar no time de futebol, mas acaba jogando rugby regularmente. Seus colegas de classe sempre falam sobre seus momentos embaraçosos na escola, embora nem sempre sejam realmente dele.

### Funky High School Girls
Uma versão feminina alternativa dos High School Boys, que geralmente é apresentada no final do episódio. Alguns deles costumam aparecer no show regular, mas sem olhos como Tadakuni e irmã de Yoshitake.
Yanagin (ヤナギン, Yanagin)
Voz de: Yū Kobayashi
Ator: Mizuki Yamamoto
A garota de óculos e moleca do grupo. Ela é boa academicamente e proficiente em karatê. Cheio de idéias malucas e propenso a explosões violentas. Ela já fez parte dos guerreiros mais fortes da escola primária para lutar contra o Arquidemônio. Após a batalha, ela foi selecionada para monitorar Habara e acabou sendo amiga dela até agora. Ela frequenta a Sanada Central High.
Ikushima (生島, Ikushima)
Voz de: Chiwa Saitō
Ator: Toko Miura
As caudas gêmeas do grupo e também um aluno da Sanada East Girls High. Ela geralmente acompanha Yanagin e suas idéias selvagens.
Habara (羽原, Habara)
Voz de: Yukana
Ator: Kasumi Yamaya
A garota do colegial mais normal do grupo, mas não muito no passado. De volta à escola, ela tinha uma aparência assustadora e era uma grande valentão no bairro, ganhando o apelido de Arquidemônio. Ela finalmente se acalmou depois que os dez guerreiros mais fortes da escola primária conseguiram lutar contra ela. Ela também era responsável pela cicatriz facial de Karasawa e procura compensá-lo, mesmo que ele ainda esteja com medo dela. Mesmo agora, apesar de normalmente agir de maneira normal, ela ainda acha que a luta não precisa de regras e deve estar até a morte e não hesitaria em literalmente matar seus amigos com uma pedra se a desafiassem. Ela frequenta a Sanada West High e conhece Yassan.

### Outros personagens
Garota Literária (文学少女, Bungaku Shōjo) Yassan (やっさん, Yassan)
Voz de: Yōko Hikasa
Uma garota bonita e de cabelos compridos, de fala mansa, de Sanada West High, que é uma escritora de romances que geralmente é vista na margem do rio procurando pessoas que possam se encaixar no papel de seu romance. Ela parece estar interessada no trio, particularmente Hidenori, que tem mais encontros com ela e diverte-a dizendo coisas legais (ou pelo menos tenta). Ela também é extremamente desajeitada, imaginativa e muitas vezes se faz de boba. Embora seu nome verdadeiro nunca tenha sido verdadeiramente revelado, aqueles que a conhecem se referiram a ela como Yassan.
Ringo (りんごちゃん, Ringo chan)
Voz de: Aoi Yūki
Ator: Anri Okamoto
O Presidente do Conselho Estudantil de Sanada East High. Ela é cheia de orgulho e tem um temperamento curto. Mas ela pode ser um pouco irritada, o que a leva a ser enganada com facilidade, como confundir o ronco de Karasawa com o miado de um gato e ficar em uma escada na sala do Conselho Estudantil para conectar um cabo desconectado intencionalmente enquanto os meninos espiavam sua calcinha. . Ela se torna cada vez mais próxima do Conselho de Estudantes do Sanada North High e sugere sinais de sentimentos pelo Presidente, apesar da hostilidade inicial que levou a uma briga de rua no Festival da Escola. Na verdade, ela é popular e geralmente é atingida, para sua ignorância.
Irmã mais nova do Tadakuni (タダクニの妹, Tadakuni no Imōto)
Voz de: Ayahi Takagaki
Ator: Sara Takatsuki
Dirigido pela irmã mais velha de Yoshitake como "Mei-chan". Uma garota que sempre parece sem rosto e odeia Tadakuni e seus amigos do sexo masculino, mas muitas vezes é pego espionando suas conversas e aparentemente tem fé absoluta na honestidade de seu irmão, enquanto ela aceita o que ele diz pelo valor de face. Ela age violentamente em relação ao irmão e aos amigos dele, embora goste de Karasawa. Ela frequenta a Sanada Central High.
Irmã mais velha de Yoshitake (ヨシタケの姉, Yoshitake no Ane)
Voz de: Ami Koshimizu
A irmã sem rosto e cabelos curtos de Yoshitake, que não se dá bem com o irmão. Forte e violenta, ela é a líder das meninas que raspam a barba de Motoharu. Ela foi para a Sanada Central High antes de se formar na metade do programa. Ela também está muito preocupada em não conseguir um namorado. Ela tem uma queda pelo irmão mais velho de Hidenori, Yūsuke, que a chama de "Tanaka".
Mino (ミノ, Mino)
Voz de: Risa Hayamizu
Irmã mais velha de Motoharu. Ela sempre é vista perguntando a Motoharu o que comer no jantar e geralmente cozinha para o irmão, já que os pais não estão em casa. Ela se dá bem com Motoharu, diferentemente da maioria dos outros irmãos (mesmo que ela também amou intimidar Motoharu no passado). Ela foi para a Sanada West High antes de se formar na metade do programa.
Takahiro Matsumoto (松本 たかひろ, Matsumoto Takahiro)
Voz de: Showtaro Morikubo
Ele é o colega de classe de Yassan. Ele também vive perto da casa de Habara e foi intimidado por Habara na escola primária. Ele costuma falar sobre garotas com seus colegas de escola de Sanada West High
Nago (奈古, Nago)
Voz de: Junko Minagawa
Colega de trabalho temporário na mesma pizzaria em que Tadakuni trabalha, ela tem um visual complexo. Quando ela tira os óculos e abre bem os olhos, seu reflexo no espelho convexo a faz parecer uma pessoa completamente diferente. Ela estuda na mesma escola que Yanagin e ocupa a posição de número um na série, enquanto Yanagin é o número dois.
Yasunori (康典, Yasunori)
Outro colega de trabalho de Tadakuni's na pizzaria. Ele afirma que é bastante popular e, como Tadakuni, espera um dia ver a garota no espelho convexo mais uma vez.
Yūsuke Tabata (田畑 ユウスケ, Tabata Yūsuke)
Voz de: Takahiro Sakurai
O irmão mais velho de Hidenori e ex-líder do elenco principal. A irmã mais velha de Yoshitake, Tanaka, tem uma queda por ele, mas ele prefere não se aproximar dela. Ele tenta estabelecer Tanaka com um de seus amigos da faculdade, mas tem dificuldade, já que quase todos são pervertidos.
Mr. Tabata (田畑さん, Tabata-san)
O pai de Hidenori. Supostamente ele queria ser piloto quando jovem. Ele é bastante franco e acaba sendo tão tenso quanto seus dois filhos.
Yukana (由香奈, Yukana)
Voz de: Madoka Yonezawa
Uma jovem rica que aparece para uma pequena esquete depois da música de encerramento do episódio 2. Ela tem um dente falso que seus mordomos (Nagase, Asano e Toyogawa) temem que caia.
Emi (絵美, Emi)
Voz de: Kaori Mizuhashi
Uma garota de pele bronzeada que conheceu Hidenori durante o verão, quando ele foi visitar seus avós. Ela passou o verão saindo com Hidenori e Kiyohiko e desenvolveu sentimentos por Hidenori. Pouco antes de confessar seus sentimentos, Hidenori revelou que, sem o conhecimento dela, eles são na verdade primos.
Kiyohiko (清彦, Kiyohiko)
Voz de: Yūichi Iguchi
Amigo de infância de Emi que mora ao lado dela.
Kiyotaka (清隆, Kiyotaka)
Voz de: Jun Fukuyama
Um velho amigo de Hidenori e Tadakuni. Atualmente, ele estuda na Chuuou High School.
Diretor (校長, Kōchō)
O diretor de Sanada North High é um velho muito legal que se recusa a afastar seus alunos, mesmo que ele não saiba a resposta para suas perguntas.
Personagens sem nome
Alguns personagens recorrentes não têm nomes, como o senpai das garotas da Funky High School que tenta, mas acaba por deixar Yanagin e Ikushima bonitinhas; A colega de classe de Yassan, que gosta de rejeitar os caras no trem (e também acaba acidentalmente pensando em um ponto ou outro que cada membro do trio principal gosta dela); Os dois colegas de classe de Mitsuo e Motoharu/amigos íntimos e fãs ávidos de videogame, que eles têm (assim como Hidenori e Yoshitake) conhecidos desde o ensino fundamental; O amigo mais próximo de Takahiro, que fala com ele sobre garotas; O sensei do trio principal; e colegas do conselho de Ringo-chan.

## Mídia

### Mangá
O mangá foi publicado pela Square Enix na revista Gangan Online em 21 de maio de 2009 e terminou em 27 de setembro de 2012. Mais tarde, foi compilado em sete volumes tankōbon e publicado entre 22 de fevereiro de 2010 e 27 de setembro de 2012. O final é diferente do anime.

### Anime
Uma adaptação em anime produzida por Sunrise e dirigida por Shinji Takamatsu foi anunciada em outubro de 2011 e estreou na TV Tokyo em 9 de janeiro de 2012. Em seguida, foram exibidas no AT-X, no Bandai Channel, na TVA, na TVO e na transmissão on-line no Niconico. A série foi lançada mais tarde em seis volumes de Blu-ray e DVD no Japão entre 3 de abril e 4 de setembro de 2012 e incluiu episódios de bônus especiais junto com os episódios transmitidos no Niconico antes da estréia na televisão do anime. A série também foi licenciada pela NIS America. A empresa lançou a série na íntegra com legendas em inglês em um pacote Blu-ray premium de dois discos em 6 de agosto de 2013. A Hanabee Entertainment também anunciou que havia licenciado o anime para lançamento na Austrália. Isto foi seguido por um lançamento em DVD em 31 de julho de 2013. O Hulu finalmente escolheu a série para transmissão on-line nos Estados Unidos em 2013.
Danshi Koukousei no Nichijou usa três músicas temáticas: uma música de inserção, uma de abertura e outra de encerramento. A música de inserção é "Capsule", da Mix Speakers, Inc e foi usada no episódio três. O principal tema de abertura de todos os episódios é "Shiny Tale", da Mix Speakers, Inc enquanto o tema final é "O-hi-sama" (おひさま, lit. "Sun") de Amesaki Annainin. O tema final original deveria ser "Hikizan" (引き算, lit. "Subtraction"), da Jinkaku Radio. No entanto, a música foi rapidamente retirada depois que a banda fez comentários inapropriados sobre a série em seu blog, que zombaram do mangá, dizendo "Sobre o Danshi Koukousei no Nichijou ... o mangá é realmente muito chato (lol)". O vocalista da banda também havia publicado comentários inapropriados sobre a atriz Yui Horie. Mais tarde, isso provocou um pedido de desculpas da Jinkaku Radio - prometendo mostrar mais "autocontrole" nas mídias sociais, juntamente com o cancelamento das vendas de "Subtraction" e outros eventos programados.
CD de Drama
Existem seis volumes do CD Drama lançado. O título é "Danshi Kōkōsei no Miserarenai Nichijō". Estas são algumas piadas aleatórias e outras histórias.

### Filme de ação ao vivo
Uma adaptação para cinema de ação ao vivo produzida por Showgate e dirigida por Daigo Matsui foi anunciada em abril de 2013 e lançada em 12 de outubro de 2013. O elenco inclui Masaki Suda como Tadakuni, Shūhei Nomura como Yoshitake e Ryo Yoshizawa como Hidenori. O filme segue uma história original com os meninos de Sanada North realizando um festival escolar conjunto com a vizinha escola secundária para meninas. O diretor Matsui observou que ele próprio havia passado os anos do ensino médio em uma escola para meninos e se identificou tanto com o Danshi Koukousei que começou a olhar objetivamente para a lógica dos meninos. Isso o fez sentir-se "triste e envergonhado" e sentiu como se tivesse feito um documentário de sua própria vida no final das filmagens. O filme foi lançado por Pony Canyon em Blu-ray e DVD no Japão em 19 de março de 2014.

## Recepção
Rebecca Silverman, da Anime News Network, descreveu a adaptação do anime como "incrivelmente engraçada, não importa como você a classifique". Silverman elogiou os esboços relacionáveis do programa e o tema geral dos alunos do ensino médio "brincando com as contradições inerentes à adolescência - os momentos de maturidade seguidos pelo desejo de fazer algo realmente estúpido". Silverman também elogiou o desempenho dos dubladores, particularmente Tomokazu Sugita e Yōko Hikasa. Por outro lado, Silverman sentiu que havia muitos personagens parecidos, apesar de observar que "o humor do programa supera qualquer necessidade real de saber quem são todos".